# Campeonato Mundial de Ciclismo BMX de 2007
El XII Campeonato Mundial de Ciclismo BMX se celebró en Victoria (Canadá) entre el 27 y el 29 de septiembre de 2007 bajo la organización de la Unión Ciclista Internacional (UCI) y la Federación Canadiense de Ciclismo.

## Resultados

### Masculino
| Evento  | Oro                         | Plata                        | Bronce                            |
| ------- | --------------------------- | ---------------------------- | --------------------------------- |
| Carrera | Kyle Bennett Estados Unidos | Khalen Young Australia       | Randy Stumpfhauser Estados Unidos |
| Cruiser | Jonathan Suárez · Venezuela | Daniel Caluag Estados Unidos | Kelvin Batey Reino Unido          |

### Femenino
| Evento  | Oro                        | Plata                             | Bronce                          |
| ------- | -------------------------- | --------------------------------- | ------------------------------- |
| Carrera | Shanaze Reade Reino Unido  | Sarah Walker Nueva Zelanda        | Jana Horáková · República Checa |
| Cruiser | Sarah Walker Nueva Zelanda | Aneta Hladíková · República Checa | Amélie Despeaux Francia         |

## Medallero
| Núm. | País            | Oro | Plata | Bronce | Total |
| ---- | --------------- | --- | ----- | ------ | ----- |
| 1    | Estados Unidos  | 1   | 1     | 1      | 3     |
| 2    | Nueva Zelanda   | 1   | 1     | 0      | 2     |
| 3    | Reino Unido     | 1   | 0     | 1      | 2     |
| 4    | Venezuela       | 1   | 0     | 0      | 1     |
| 5    | República Checa | 0   | 1     | 1      | 2     |
| 6    | Australia       | 0   | 1     | 0      | 1     |
| 7    | Francia         | 0   | 0     | 1      | 1     |
|      | TOTAL           | 4   | 4     | 4      | 12    |